# 倉石五郎
倉石 五郎（くらいし ごろう、1899年8月8日 - 1976年5月2日）は、日本のドイツ語学者。成蹊大学名誉教授。中国文学者の倉石武四郎の弟でもある。

## 略歴
- 明治32年（1899年）8月8日 - 新潟県高田市に生まれる。
- 大正6年（1917年）3月 - 新潟県立高田中学校卒業。
- 大正9年（1920年）7月 - 第一高等学校第二部甲類卒業。
- 大正12年（1923年）3月 - 東京帝国大学工学部機械工学科卒業。
- 大正15年（1926年）3月 - 同大学文学部独逸文学科卒業。
- 大正15年（1926年）4月 - 成蹊高等学校教授。（ - 1950年3月）
- 昭和24年（1949年）4月 - 成蹊大学政治経済学部教授。
- 昭和43年（1968年）4月 - 成蹊大学法学部教授。
- 昭和46年（1971年）3月 - 同大学定年退職、名誉教授。
- 昭和51年（1976年）5月2日 - 死去、76歳。

## 編著書
- 『独逸文法提要 中巻』1939、大学書林
- 『ドイツ語発音綴字』1954、第三書房
- 『倉石ドイツ文法叢書 第2』1955、第三書房
- 『新ドイツ語入門』1957、岩波書店
- 『大学の理想と現実』1959、国土社
- 『最新コンサイス独和辞典』1961、三省堂
- 『あなたは合格できる 大学入試突破の勉強法』1961、三洋出版社
- 『ドイツ語の代名詞（倉石ドイツ文法叢書 第3）』1962、第三書房
- 『ゲルマニストのための言語学入門』1972、大学書林